# Campeonato Europeu de Ciclismo em Estrada de 2018
O III Campeonato Europeu de Ciclismo em Estrada realizou-se em Glasgow (Reino Unido) entre 5 e 12 de agosto de 2018, baixo a organização da União Europeia de Ciclismo (UEC) e a Federação Britânica de Ciclismo.
As competições para ciclistas sub-23 foram realizadas entre 12 e 15 de julho em duas localidades da República Checa: as carreiras contrarrelógio em Brno e as de rota em Zlín.
O campeonato constou de carreiras nas especialidades de contrarrelógio e de rota, nas divisões elite masculino, elite feminino, feminino sub-23 e masculino sub-23. Ao todo outorgaram-se oito títulos de campeão europeu.

## Programa
O programa de competições é o seguinte:
| Dia          | Evento                          | Trajecto                 | Distancia (km) | Ganhador                          |
| ------------ | ------------------------------- | ------------------------ | -------------- | --------------------------------- |
| 12 de julho  | Contrarrelógio sub-23 feminina  | Brno · ( Chéquia)        | 24,0           | Aafke Soet · ( Países Baixos)     |
| 13 de julho  | Contrarrelógio sub-23 masculina | Brno · ( Chéquia)        | 24,0           | Edoardo Affini · ( Itália)        |
| 14 de julho  | Estrada sub-23 feminina         | Zlín · ( Chéquia)        | 108,0          | Nikola Nosková · ( Chéquia)       |
| 15 de julho  | Estrada sub-23 masculina        | Zlín · ( Chéquia)        | 140,4          | Marc Hirschi · ( Suíça )          |
| 8 de agosto  | Contrarrelógio feminina         | Glasgow · ( Reino Unido) | 32,0           | Ellen van Dijk · ( Países Baixos) |
| 8 de agosto  | Contrarrelógio masculina        | Glasgow · ( Reino Unido) | 45,0           | Victor Campenaerts · ( Bélgica)   |
| 5 de agosto  | Estrada feminina                | Glasgow · ( Reino Unido) | 130,0          | Marta Bastianelli · ( Itália)     |
| 12 de agosto | Estrada masculina               | Glasgow · ( Reino Unido) | 230,0          | Matteo Trentin · ( Itália)        |

1. ↑  O campeonato para ciclistas elite realizou-se dentro dos denominados «Campeonatos Europeus de 2018».
2. ↑  Circuito de 14,4 km – 9 voltas.
3. ↑  Circuito de 14,4 km – 16 voltas.

## Resultados

### Masculino
- Contrarrelógio individual

| Posto  | Ciclista              | País     | Tempo    |
| ------ | --------------------- | -------- | -------- |
| Ouro   | Victor Campenaerts    | Bélgica  | 53:38,78 |
| Prata  | Jonathan Castroviejo  | Espanha  | 53:39,41 |
| Bronze | Maximilian Schachmann | Alemanha | 54:06,16 |

- Estrada

| Posto  | Ciclista             | País          | Tempo   |
| ------ | -------------------- | ------------- | ------- |
| Ouro   | Matteo Trentin       | Itália        | 5:50:02 |
| Prata  | Mathieu van der Poel | Países Baixos | 5:50:02 |
| Bronze | Wout van Aert        | Bélgica       | 5:50:02 |

### Feminino
- Contrarrelógio individual

| Posto  | Ciclista             | País          | Tempo    |
| ------ | -------------------- | ------------- | -------- |
| Ouro   | Ellen van Dijk       | Países Baixos | 41:39,70 |
| Prata  | Anna van der Breggen | Países Baixos | 41:41,83 |
| Bronze | Trixi Worrack        | Alemanha      | 42:48,29 |

- Estrada

| Posto  | Ciclista          | País          | Tempo   |
| ------ | ----------------- | ------------- | ------- |
| Ouro   | Marta Bastianelli | Itália        | 3:28:15 |
| Prata  | Marianne Vos      | Países Baixos | 3:28:15 |
| Bronze | Lisa Brennauer    | Alemanha      | 3:28:15 |

### Masculino sub-23
- Contrarrelógio individual

| Posto  | Ciclista        | País      | Tempo    |
| ------ | --------------- | --------- | -------- |
| Ouro   | Edoardo Affini  | Itália    | 29:26,53 |
| Prata  | Izidor Penko    | Eslovênia | 29:52,24 |
| Bronze | Markus Wildauer | Áustria   | 29:58,31 |

- Estrada

| Posto  | Ciclista         | País    | Tempo   |
| ------ | ---------------- | ------- | ------- |
| Ouro   | Marc Hirschi     | Suíça   | 3:58:14 |
| Prata  | Victor Lafay     | França  | 3:58:14 |
| Bronze | Fernando Barceló | Espanha | 3:58:14 |

### Feminino sub-23
- Contrarrelógio individual

| Posto  | Ciclista       | País          | Tempo    |
| ------ | -------------- | ------------- | -------- |
| Ouro   | Aafke Soet     | Países Baixos | 33:24,34 |
| Prata  | Lisa Klein     | Alemanha      | 34:29,99 |
| Bronze | Nikola Nosková | Chéquia       | 34:32,55 |

- Estrada

| Posto  | Ciclista            | País          | Tempo   |
| ------ | ------------------- | ------------- | ------- |
| Ouro   | Nikola Nosková      | Chéquia       | 3:31:47 |
| Prata  | Aafke Soet          | Países Baixos | 3:35:36 |
| Bronze | Letizia Paternoster | Itália        | 3:39:02 |

## Medalheiros
Em Brno/Zlín
| Ordem | País          | Medalha de ouro | Medalha de prata | Medalha de bronze | Total |
| ----- | ------------- | --------------- | ---------------- | ----------------- | ----- |
| 1     | Países Baixos | 1               | 1                | 0                 | 2     |
| 2     | Itália        | 1               | 0                | 1                 | 2     |
| 2     | Chéquia       | 1               | 0                | 1                 | 2     |
| 4     | Suíça         | 1               | 0                | 0                 | 1     |
| 5     | Alemanha      | 0               | 1                | 0                 | 1     |
| 5     | Eslovênia     | 0               | 1                | 0                 | 1     |
| 5     | França        | 0               | 1                | 0                 | 1     |
| 8     | Áustria       | 0               | 0                | 1                 | 1     |
| 8     | Espanha       | 0               | 0                | 1                 | 1     |
|       | TOTAL         | 4               | 4                | 4                 | 12    |

Em Glasgow
| Ordem | País          | Medalha de ouro | Medalha de prata | Medalha de bronze | Total |
| ----- | ------------- | --------------- | ---------------- | ----------------- | ----- |
| 1     | Itália        | 2               | 0                | 0                 | 2     |
| 2     | Países Baixos | 1               | 3                | 0                 | 4     |
| 3     | Bélgica       | 1               | 0                | 1                 | 2     |
| 4     | Espanha       | 0               | 1                | 0                 | 1     |
| 5     | Alemanha      | 0               | 0                | 3                 | 3     |
|       | TOTAL         | 4               | 4                | 4                 | 12    |

## Medalheiro total
| Ordem | País          | Medalha de ouro | Medalha de prata | Medalha de bronze | Total |
| ----- | ------------- | --------------- | ---------------- | ----------------- | ----- |
| 1     | Itália        | 3               | 0                | 1                 | 4     |
| 2     | Países Baixos | 2               | 4                | 0                 | 6     |
| 3     | Bélgica       | 1               | 0                | 1                 | 2     |
| 3     | Chéquia       | 1               | 0                | 1                 | 2     |
| 5     | Suíça         | 1               | 0                | 0                 | 1     |
| 6     | Alemanha      | 0               | 1                | 3                 | 4     |
| 7     | Espanha       | 0               | 1                | 1                 | 2     |
| 8     | Eslovênia     | 0               | 1                | 0                 | 1     |
| 8     | França        | 0               | 1                | 0                 | 1     |
| 10    | Áustria       | 0               | 0                | 1                 | 1     |
|       | TOTAL         | 8               | 8                | 8                 | 24    |